# Kachaber Kaczarawa
Kachaber Kaczarawa (gruz. კახაბერ კაჭარავა, ur. 19 listopada 1966 w Senaki) – gruziński piłkarz występujący na pozycji pomocnika. Trener piłkarski. Ojciec innego piłkarza, Niki Kaczarawy.

## Kariera klubowa
Kaczarawa karierę rozpoczynał w sezonie 1986 w zespole Lokomotiwi Samtredia, grającym w trzeciej lidze Związku Radzieckiego. Występował tam przez dwa sezony. Następnie przez jeden sezon grał w innym trzecioligowcu, Torpedo Kutaisi. W 1989 roku został graczem pierwszoligowego Dinama Tbilisi. Od sezonu 1990 występował z nim pod szyldem Iberia Tbilisi w nowo powstałej pierwszej lidze gruzińskiej. Wraz z tym zespołem trzykrotnie zdobył mistrzostwo Gruzji (1990, 1991, 1992), także raz Puchar Gruzji (1992).
W 1992 roku Kaczarawa przeszedł do cypryjskiego Olympiakosu Nikozja. Spędził tam dwa sezony, a potem odszedł do tureckiego Trabzonsporu. Występował tam przez kilka miesięcy, a na początku 1995 roku został zawodnikiem niemieckiej Tennis Borussii Berlin, grającej w trzeciej lidze. Spędził tam rok. Potem na krótko wrócił do Dinama Tbilisi, a w połowie 1996 roku dołączył do niemieckiej trzecioligowej drużyny FC Homburg. W trakcie sezonu 1998/1999 przeszedł do SV Waldhof Mannheim. Na koniec tamtego sezonu wywalczył z nim awans z trzeciej ligi do drugiej, jednak wówczas odszedł z klubu.
Grał jeszcze w Gruzji w zespole Iberia Samtredia, gdzie zakończył karierę.

## Kariera reprezentacyjna
W reprezentacji Gruzji Kaczarawa rozegrał dwa spotkania. Zadebiutował w niej 22 grudnia 1992 w przegranym 0:1 towarzyskim meczu z Cyprem. Po raz drugi wystąpił w niej natomiast 26 czerwca 1994 w wygranym 3:1 towarzyskim pojedynku z Łotwą, w którym strzelił też gola.

## Kariera trenerska
Karierę trenerską Kaczarawa rozpoczął w 2006 roku, gdy prowadził Dinamo Tbilisi. Następnie trenował ten klub w latach 2009-2011 i dwukrotnie wywalczył z nim wicemistrzostwo Gruzji (2010, 2011). Był też selekcjonerem reprezentacji Gruzji U-19 i szkoleniowcem zespołu SK Zestaponi. W 2013 roku został trenerem klubu FC Cchinwali.